# Pentium M
Pentium M (x86 (i686)) var en vidareutveckling av den tidigare processorfamiljen kallad Pentium III. Pentium M utvecklades ursprungligen som en strömsnål processor för mobilt bruk. Konstruktionen visade sig bli bättre än alla förväntningar och var även bra på att utföra beräkningar på relativt låga klockfrekvenser. Pentium M vidareutvecklades och gav därvid upphov till bland annat Core Solo och Core Duo.